# Muntei
Muntei is een bestuurslaag in het regentschap Kepulauan Mentawai van de provincie West-Sumatra, Indonesië. Muntei telt 1363 inwoners (volkstelling 2010).